# 伯納德·威廉·施密特
伯納德·威廉·施密特（英語：Bernard William Schmitt，1928年8月17日—2011年8月16日）是美国的天主教会高级教士，曾于1989年3月29日至2004年12月9日担任查尔斯顿教区主教。
| 前任： 弗朗西斯·B·舒尔特 | 天主教会查尔斯顿教区主教 1989年至2004年 | 繼任： 迈克尔·约瑟夫·布朗斯费尔德 |